# Ріпкинська селищна територіальна громада
Ріпкинська селищна громада — територіальна громада в Україні, у Чернігівському районі Чернігівської області. Адміністративний центр селище — Ріпки.
12 червня 2020 року Ріпкинська селищна громада утворена у складі Ріпкинської, Замглайської, Радульської селищних, Великовіської, Вербицької, Вишнівської, Голубицької, Грабівської, Гучинської, Даницької, Задеріївської, Красківської, Ловинської, Малолиственської, Новоукраїнської, Петрушівської, Пушкарівської, Сиберизької сільських рад Ріпкинського району.
Відповідно до постанови Верховної Ради України від 17 червня 2020 року «Про утворення та ліквідацію районів», громада увійшла до новоствореного Чернігівського району.

## Населенні пункти
До складу громади входять 49 населених пунктів: 3 селища (Ріпки, Замглай, Радуль) та 46 сіл: Бахани, Бихольцохівка, Буянки, Велика Вісь, Великі Осняки, Вербичі, Високинь, Вишневе, Глиненка, Голубичі,  Грабів, Гучин, Даничі,  Задеріївка,  Звеничів, Зубахи, Кам'янка, Кислі, Корчев'я, Красківське, Кратинь, Ловинь, Лопатні, Малий Листвен, Молочки, Мутичів, Новосілки, Новоукраїнське, Переділ, Петруші, Пилипча, Пізнопали, Плехтіївка, Присторонь, Пушкарі, Рашкова Слобода, Сенюки,   Сибереж, Суличівка, Суслівка, Тамарівка, Трудове, Убіжичі, Чудівка, Чумак та Ямище.

## Старостинські округи
- Замглайський (селище Замглай, с.Глинянка, с.Ловинь)
- Радульський (селище Радуль, с.Лопатні, с.Новосілки, с.Корчев’я, с.Переділ)
- Вербицький (с.Вербичі, с.Велика Вісь, с.Звеничів)
- Вишнівський (с.Вишневе, с.Буянки, с.Чумак)
- Голубицький (с.Голубичі, с.Новоукраїнське)
- Задеріївський (с.Задеріївка, с.Кам’янка, с.Пізнопали, с.Плехтіївка, с.Суслівка,      с.Грабів, с.Пилипча, с.Чудівка)
- Красківський (с.Красківське, с.Убіжичі, с.Даничі, с.Мутичів, с.Присторонь)
- Малолиственський (с.Малий Листвен, с.Бихольцохівка, с.Суличівка, с.Пушкарі, с.Високинь, с.Тамарівка, с.Молочки)
- Петрушівський (с.Петруші, с.Кратинь, с.Кислі, с.Бахани, с.Сенюки, с.Рашкова Слобода, с.Зубахи)
- Сиберізький (с.Сибереж, с.Великі Осняки, с.Гучин, с.Ямище, с.Трудове)[3]